# Comuna Derno, Kiverți
Derno (în ucraineană Дерно) este o comună în raionul Kiverți, regiunea Volînia, Ucraina, formată din satele Derno (reședința), Kotiv, Moșceanîțea, Putîlivka și Stavok.

## Demografie
Componența lingvistică a satului Derno
     Ucraineană (99,27%)
     Alte limbi (0,7%)
Conform recensământului din 2001, majoritatea populației satului Derno era vorbitoare de ucraineană (99,27%), existând în minoritate și vorbitori de alte limbi.